# شركة الهند الشرقية
شركة الهند الشرقية (بالإنجليزية: East India Company)‏ وأيضاً شركة الهند الشرقية المحترمة وكذلك سميت شركة جون، هي شركة تشكلت في البدء لمزاولة التجارة مع جزر الهند الشرقية، ولكن انتهى بها الأمر بالمتاجرة مع شبه القارة الهندية والصين. وكانت الأقدم بين العديد من شركات الهند الشرقية الأوروبية ذوات الأسماء المشابهة، وقد حصلت الشركة على تفويض ملكي إنجليزي، تحت اسم حاكم وشركة تجار لندن المتاجرين في جزر الهند الشرقية وبعد أن تحدت شركة إنجليزية منافسة الاحتكار في نهاية القرن السابع عشر، اندمجت الشركتان في 1708 ليشكلا الشركة المتحدة لتجار إنجلترا المتاجرين في جزر الهند الشرقية التي اشتهرت باسم شركة الهند الشرقية المحترمة.
تاجرت شركة الهند الشرقية أساساً في القطن، الحرير، النيلة، سالتپيتر، الشاي، والأفيون. إلا أن العامة كان يطلقون عليها لقب «شركة جون»، أما أهل الهند فكانوا يطلقون عليها اسم شركة «بهادور». وقد كانت شركة مساهمة عامة إلا أن شركة الهند الشرقية الهولندية هي صاحبة المبادرة في إصدار سندات المساهمة العامة.
كانت إليزابيث الأولى ملكة إنجلترا قد أصدرت مرسوماً بإنشائها في 31 ديسمبر 1600 مانحة لها سلطات احتكارية على تجارة الهند وجميع مستعمراتها في جنوب شرق آسيا لمدة 21 عاما. وذلك بأن تنفرد هذه الشركة بتولي جميع المعاملات التجارية. وبهذا تحولت هذه الشركة من مشروع تجاري إلى مؤسسة تحكم جميع الولايات الهندية وجميع مستعمرات التاج البريطاني في المنطقة وذلك بدعم سياسي وعسكري من بريطانيا. استمر ذلك حتى حلت الشركة إثر اندلاع التمرد، والعصيان المدني في الهند عام 1858.

## التأسيس
بعد مرور فترة من الزمن على هزيمة الأرمادا الإسبانية في سنة 1588، قامت مجموعة من تجار لندن بتقديم عريضة للملكة اليزابيث الأولى تتضمن طلب رخصة للإبحار للمحيط الهندي. تمت الموافقة على طلبهم وفي سنة 1591 أبحرت ثلاث سفن من إنجلترا حول رأس الرجاء الصالح نحو بحر العرب، أحد التجار وهو إدوارد بينافينجر قام بالاستمرار في الإبحار عبر رأس كومورين نحو شبه جزيرة ملايو، بعد ذلك عاد إلى إنجلترا سنة 1594.
وفي سنة 1596 م أبحرت ثلاث سفن نحو الشرق لكن ضاعت جميعاً في عرض البحر. وبعد سنتين في 24 أغسطس 1598 م قامت مجموعة من التجار بجمع رأسِ مالٍ قدره 30.133 جنيه إسترليني واجتمعوا في لندن لتأسيس شراكة بينهم، على الرغم من أن محاولتهم الأولى ليست ناجحة بالكامل، فقد حصلوا على موافقة غير رسمية من الملكة واشتروا سفناً جديدة ورفعوا رأس المال إلى 68.373 ليرة وسافروا مجدداً بعد مرور عام. وفي هذه المرة نجحت الرحلة، وفي 31 ديسمبر 1600 أعطت الملكة الميثاق الملكي لشركة التجار وأسمتهم إدارة وشركة تجار لندن المتاجرين مع الهند الشرقية.
أعطى الميثاق الجديد الحق الحصري لممارسة التجارة مع البلاد التي تقع شرق رأس الرجاء الصالح وغرب مضيق ماجلان لمدة 15 سنة ، وقام السير جيمس لانكيستر بقيادة أول رحلة لشركة الهند الشرقية عام 1601 وعاد من الرحلة عام 1603، وفي مارس من العام 1604، قاد السير هنري ميديلتون الرحلة الثانية إلى آسيا، أمّـا الجنرال وليم كيلينق، فقد قاد الرحلة الثالثة بين عامي 1607 إلى 1610.
في البداية لاقت الشركة صعوبات في تجارة التوابل بسبب المنافسة من شركة الهند الشرقية الهولندية جيدة التأسيس، على الرغم من ذلك قامت الشركة بفتح مركز تجارة في بانتام في الرحلة الأولى واستوردت الفلفل من جافا الذي شكل أهم عناصر تجارتها لعشرين سنة، والذي أغلق عام 1683، عندها تحولت سفن الشركة لترسوا في مرفأ مدينة سورت، الذي تأسس بصفته مركز تللتجارة ونقل البضائع عام 1608. وخلال عامين أسست الشركة مركزها التجاري في الجزء الجنوبي من الهند، في مدينة ماشيليبتنام، التي تقع على ساحل كورومانديل قبالة خليج البنغال.
دفعت الأرباح التي حققتها الشركة عند دخولها الهند، الملك جيمس الأول، لمنح رخص فرعية لمجموعة من شركات التجارة في إنجلترا، ولكنه عاد وجدد الميثاق الممنوح للشركة ولمدة غير محددة عام 1609، بشرط أن يعلق الميثاق إذا ما فشلت الشركة في تحقيق أرباح على مدى ثلاث سنوات متتالية.

## التاريخ
سيطرت البرتغال قبل عام 1600 م على معظم التجارة الأوروبية مع الهند والشرق الأقصى، ثم تكونت شركة الهند الشرقية البريطانية عام 1600 م، وبعد وقت قليل بدأت تلك الشركة في التنافس مع البرتغاليين. لقد تكونت الشركة الهولندية عام 1602 م، ثم تكونت الشركة الدنماركية في عام 1616 م، والشركة الفرنسية عام 1664 م. وخلال أوائل القرن السابع عشر، استولت الشركات الإنجليزية والهولندية على معظم الأملاك البرتغالية، وطردت معظم التجار البرتغاليين خارج الهند. ونال الهولنديون بذلك سيطرةً على الجزر التي أصبحت تُعرف بجزر الهند الشرقية الهولندية (الآن هي جزء من إندونيسيا).
ثم وقَّعت الشركة الإنجليزية اتفاقيات مع حكام الهند في أوائل القرن السابع عشر لحماية نفسها، ثم راحت تواصل التجارة من غير أن تحاول اكتساب مناطق أو أقاليم تتبع التاج البريطاني، ولكن وفي بداية القرن الثامن عشر، قامت إمبراطورية المغول التي حكمت الهند وَوَحَّدتها سياسيًا لمدة مائتي عام تقريبًا، ثم بدأت في التفكك، وخرج عن طوعها كثير من الولايات الإقليمية، واشتعلت الحرب بوجه عام بينها، ثم حاولت الشركات الإنجليزية والفرنسية تحسين أوضاعها في الهند عن طريق التدخل في السياسة الهندية والنزاعات المحلية. وفي الأربعينيات والخمسينيات من القرن الثامن عشر، حاول الفرنسيون أن يفوزوا بالسيطرة على الهند، لكن أوقفهم البريطانيون، تحت إمْرة روبرت كليف، ثم انتهى النفوذ الفرنسي في الهند في أوائل القرن التاسع عشر. وتوسع النفوذ الإنجليزي بعد ذلك سريعًا دون تدخل الفرنسيين. وتسبب التشريع الذي وضعته الحكومة الهولندية في أن تنفض الشركة الهولندية الغارقة في الديون. وفي عام 1845 م بيعت الأملاك الدنماركية في الهند إلى الشركة البريطانية. وحكمت الشركة البريطانية الهند حتى تمرد سيبوي، وهي ثورة قادتها القوات الهندية من عام 1857 م إلى عام 1859 م. وفي عام 1858 م ونتيجة للثورة، حلت الحكومة البريطانية محل شركة الهند الشرقية في السيطرة على الهند.

### سنوات التأسيس
أعيد تنظيم شركة الهند الشرقية البريطانية في 1709 باسم الشركة المتحدة لتجار إنجلترا المتجرة مع الهند الشرقية. وقد خولها المرسوم الذي حصلت عليه من الحكومة البريطانية احتكار التجارة البريطانية مع الهند. وكان يدير شئونها رئيس وأربعة وعشرون مديراً ينتخبهم سنوياً «مجلس الملاك» لكل مساهم فيه بخمسمائة جنيه أو أكثر من صوت واحد. وقد أصبحت الشركة في الهند منظمة حربية كما كانت منظمة تجارية، وقاتلت الجيوش الهولندية والفرنسية والوطنية للظفر بنصيب من إمبراطورية المغول المتهاوية، وفي حرب من هذه الحروب استولى سراج الدولة، حاكم البنغال، على كلكتا من الشركة، وحبس 146 أوروبياً في «جحر كلكتا الأسود» وهو حجرة طولها ثمانية عشر وعرضها أربعة عشر قدماً، ليس فيها غير طاقتين صغيرتين، ومات من السجناء 123 أثناء الليل (20-21 يونيو 1756) من الحر أو الاختناق.
وقاد روبرت كلايف حاكم قلعة سانت ديفيد قوة صغيرة لاسترداد كلكتا للشركة وشارك في المؤامرة التي دبرها مير جعفر، وهو نبيل في بلاط سراج الدولة، للإطاحة بهذا الحاكم، ثم استطاع بتسعمائة أوربي و2.300 جندي من الوطنيين أن يهزم خمسين ألف مقاتل في بلاسي (23 يونيو 1757) وأعدم سراج الدولة، وعين مير جعفر مكانه حاكماً على البنغال. ودخل كلايف العاصمة مرشداباب دخول الفاتحين، وبدت له مدينة لا تقل عن لندن حجماً وربما أكثر منها ثراء. ورأى في خزانة الحاكم أكداساً لا تصدق من الروبيات والجواهر والذهب والفضة وغيرها من الذخائر. فلما طلب إليه أن يحدد مكافآته عن تنصيب جعفر حاكماً، طلب 160.000 جنيه لنفسه، 50.000 لجيشه وبحريته، 24.000 جنيه لكل عضو من أعضاء مجلس إدارة الشركة، و1.000.000 جنيه تعويضاً عن الخسائر التي لحقت بأملاك الشركة في كلكتا. وهذه هي المناسبة التي أشار إليها كلايت حين أنبأ مجلس العموم أن يعجب من اعتداله (119). وقد تلقى من مير جعفر هدايا جملة قيمتها 200.000 جنيه (120) واعترف به حاكماً بريطانياً للبنغال. أما الشركة فقد اعترف بها مالكة مطلقة لمساحة حول كلكتا مقدارها 882 ميلاً مربعاً نظير دفع إيجار سنوي قدره 27.000 جنيه لمير جعفر. وفي 1759 وافق مير جعفر على أن يحوّل لكلايف كل عام الإيجار المدفوع من الشركة لقاء العون الذي قدمه له في إخماد فتنة.
فلما أمنت الشركة شر المنافسة، راحت تستغل الرعايا الخاضعين لحكمها في غير شفقة واستعانت بأسلحتها المتفوقة لتُـكره الحكام الهنود على دفع ثمن باهظ لقاء الحماية البريطانية. وإذ كان كبار موظفيها بمنأى عن إشراف الحكومة البريطانية، وبمأمن من حصين من الوصايا العشر شرقي السويس فقد حققوا أرباحاً ضخمة من التجارة، وعادوا إلى إنجلترا سراة في وسع الرجل منهم أن يشتري «دائرة جيب» أو عضواً في البرلمان دون أن تتضرر ثروته ضرراً بالغاً.
وعاد كلايف إلى إنجلترا في 1760 وقد بلغ الخامسة والثلاثين متوقعاً أن ينعم فيها بالشهرة والثراء، فاشترى من الدوائر الانتخابية ما يكفي للسيطرة على جبهة في مجلس العموم، وانتخب هو نفسه نائباً عن شروزبري. غير أن بعض مديري شركة الهند الشرقية الذين شعروا أنه سرق فوق ما تبرره سنه، اتهموه باستخدام وثائق مزورة في تعامله مع سراج الدولة، ومير جعفر. غير أنّ نَـبَـأً وَصَلَ إلى لندن بأن الثورات الوطنية، وفساد الموظفين وارتشاءهم، وعجز الإدارة، كلها تهدد مركز الشركة في الهند، فأُعيد كلايف على عجل إلى كلكتا (1765) حاكماً للبنغال. وهناك كافح لوقف الفساد بين مساعديه، والتمرد بين جنده، وانتفاضات الحكام الوطنيين المتكررة على الشركة. وفي 12 أغسطس 1765 أقنع شاه علم المغولي بأن يعطي الشركة الإشراف المالي المطلق على ولايات البنغال، وبهار، وأوريسا، التي تضم من السكان ثلاثين مليوناً وتغل إيراداً سنوياً قدره 4.000.000 جنيه. وهذا، بالإضافة إلى انتصار كلايف في بلاسي، خَلَقَ الإمبراطورية البريطانية في الهند.
وبعد أن تحطمت صحة كلايف من جراء نضال امتد عامين، عاد إلى إنجلترا في يناير 1767. وتجدد هجوم بعض مديري الشركة عليه، وأيد الهجوم موظفون كان قد كبح محاولات ابتزازهم للمال. ثم شارك نَـبَـأ مجاعة كبرى في الهند، وهجمات الوطنيين على معاقل الشركة، في أحداث ذعر مُني من جرائها نفر من أقطاب الإنجليز بخسائر فادحة. وفي 1772 فحصت لجنتان برلمانيتان شئون الهند، فأماطتا اللثام عن ضروب من الابتزاز والقسوة جعلت هوراس ولبول يصيح: «لقد فقدنا الأسبان في بيرو! لقد قتلنا، وخلعنا الحكام، ونهبنا، واغتصبنا .. أجل، فما قولكم في مجاعة البنغال التي هلك فيها ثلاثة ملايين من الأنفس وسببها احتكار موظفي شركة الهند الشرقية للمؤن؟»(121)، وفي 1773 طالبت إحدى لجنتي الفحص كلايف بأن يفسر لمجلس العموم الطرق التي استخدمها والمكاسب التي حققها في الهند. فسلم لهم جميع الوقائع تقريباً، وكان دفاعه عنها أن العادات المحلية وضرورات الموقف بررتها، ثم أضاف أن على الأعضاء حين إدانة شرفه ألا ينسوا شرفهم. وصوّت المجلس بأغلبية 155 ضد 95 بأنه تلقى 234.000 جنيه خلال إدارته الأولى للبنغال، ولكنه «في الوقت نفسه أدى لوطنه في الواقع خدمات جليلة جديرة بالثناء» (122)، وبعد عام انتحر كلايف غير متجاوز التاسعة والأربعين (22 نوفمبر 1774).
وفي 1773 استصدر اللورد نورث من البرلمان قانوناً تنظيمياً أقرض الشركة سلفة مقدارها 1.400.000 جنيه لينقذها (هي ومساهميها من النواب) من الإفلاس، وأخضع جميع الأقاليم التي تحكمها الشركة في الهند لرآسة البنغال على أن تكون هي بدورها مسئولة أمام الحكومة البريطانية وعين وارن هيستنجز حاكماً على البنغال.
وكان قد ارتقى إلى منصبه هذا من أصول متواضعة. فقد ماتت أمه وهي تلده، وانطلق أبوه إلى حياة المغامرة ثم الموت في جزر الهند الغربية. وأرسل أحد أعمامه الغلام إلى مدرسة وستمنستر، ولكن العم مات في 1749، وأبحر وارن وهو في السابعة عشرة طلباً للثراء في الهند. وتطوع في الخدمة العسكرية تحت قيادة كلايف، وشارك في استرداد كلكتا، وأبدى اجتهاداً وكفاية في الإدارة، فعين في المجلس الذي يدير شئون الشركة في البنغال. وفي 1764 عاد إلى إنجلترا. وبعد أربعة أعوام أقنعه المديرون بالانضمام إلى مجلس مدراس. وفي طريقه إلى الهند التقى بالبارون إيمهوف وزوجته ماريون التي أصبحت خليلة هيستنجر ثم زوجته. وقد أبلى في مدراس، وفي 1774 بدأ حكمه المضطرب والياً على البنغال.
وعكف على عمله بهمة، ولكن أساليبه كان دكتاتورية، وكان في بعض تصرفاته ما أتاح للسر فيليب فرانسيس مادة لتوجيه الهجمات إليه في مجلس البنغال، كما وجهها بيرك بعد ذلك في البرلمان. ذلك أنه حين أعادت قبائل المراتا المشاة علم إلى عرش المغول في دلهي فحول إليهم ملكية الأقاليم التي خصصها له كلايف من قبل في كورا والله آباد، باع هيستنجز هذه الأقاليم إلى حاكم أود، لقاء 5,000,000 روبية وكلف جنود الشركة بمساعدة الحاكم في استعادة الإقليم. وسمح له بالاستعانة بجنود الشركة في غزو وتملك إقليم روهلخند، الذي كان حاكمه مديناً له (على حد قول هذا)، وتسلمت الشركة مبلغاً كبيراً لقاء استخدام هؤلاء الجنود. وكان في تصرف هيستنجز خرق واضح للأوامر الصادرة إليه من مديري الشركة (123)، ولكن هؤلاء المديرين كانوا يقدرون أي حاكم بمقدار المال الذي يبعث به إلى إنجلترا.
واتهم موظف هندي يدعى ننكومار هيستنجز بقبوله الرشوة، وصدق فرانسيس وغيره من أعضاء المجلس التهمة، وادعوا أنه «ما من ضرب من ضروب الاختلاس رأى الحاكم المحترم أن من المعقول الامتناع عنه»(124).
وقبض على ننكومار بتهمة التزوير، وأدين، وأعدم (1775). واشتبه في أن هيستنجز قد استخدم نفوذه في التأثير على قاضي القضاة السير ايليا ايمبي (وكان زميلاً له في الدراسة في ونشستر) ليوقع على المتهم عقوبة صارمة على نحو غير مألوف. وفي 1780 رقي هيستنجز ايمبي إلى وظيفة إضافية تغل له 6.500 جنيه في العام. وقد أفضى تراشق هيستنجز وفرانسيس بالتهم إلى مبارزة جرح فيها فرانسيس جرحاً خطيراً.
ثم رأى حيدر علي، مهراجا ميسور، في الخلافات بين هيستنجز ومجلسه فرصة لطرد الشركة من الهند. فهاجم حصون الشركة بدعم من الفرنسيين، وأحرز بعض الانتصارات المنذرة بالخطر (1780). فأرسل هيستنجز الجند والمال من البنغال لمقاومته، ومات حيدر على (1782) ولكن ابنه تيو صاحب واصل الحرب حتى انهزم نهائياً في 1792. ولعل رغبة هيستنجز في تمويل هذه الحملات هي التي ألجأته إلى حيل لجمع المال أفضت إلى اتهامه.
ذلك أنه طالب شايت سنغ، راجا بنارس، بإعانة حرب تضاف إلى الدخل الذي كان ذلك الإقليم يدفعه للشركة سنوياً. واعتذر الراجا بعجزه عن الاستجابة. فقاد هيستنجز قوة صغيرة إلى بنارس (1781)، وخلع سنغ واقتضى مثلي الدخل من خلفه. ثم إن حاكم أوده المتراخي في سداد ما فرضته عليه الشركة، أوضح أن في استطاعته السداد إذا ساعدته الشركة على إلزامه أمه وجدته، بيحومي (أميرتي) أوده، بتسليمه بعض التركة التي خلفها لهما أبوه وقدرها 2.000.000 جنيه. وكانت أمه قد سلمته من قبل مبلغاً كبيراً بعد أن تعهد بألا يطلب المزيد، وبذلت الشركة مثل هذا التعهد رغم اعتراض هيستنجز. ونصح هيستنجز الحاكم بتجاهل التعهد وأرسل جنود إلى الشركة إلى فيظبار، وأكره خدام الأميرتين الأغوات بالتعذيب على تسليم الثروة (1781)، فدفع الحاكم منها ديونه للشركة.(125)
وعاد السر فيليب فرانسيس أثناء ذلك إلى إنجلترا بعد أن شفي من جراحه (1781)، وشرح للمديرين ولأصدقائه في البرلمان ما اعتبره من الجرائم التي اقترفها هيستنجز. وفي 1782 وجه مجلس العموم اللوم إلى هيستنجز وغيره من وكلاء الشركة لأنهم «في حالات عديدة تصرفوا بطريقة بغيضة مجافية لشرف الأمة وسياستها»، ثم أمر المديرين باستدعائهم وأصدر المديرون الأمر، ولكن مجلس المؤسسين أبطله، ربما لأن ثورة ميسوره كانت مستمرة.
وفي نوفمبر 1783 قدم تشارلز جيمس فوكس للبرلمان، بوصفه وزير دولة للشئون الخارجية في الوزارة الائتلافية، «مشروع قانون لإصلاح الهند» لو ووفق عليه لوضع شركة الهند الشرقية تحت هيمنة مندوبين تعينهم الوزارة. وعلت شكوى النقاد بأن القانون سيتيح للأعضاء الأحرار (الهويجز) أمثال فوكس وبيرك معيناً من الغنائم تأتيهم بها هذه الرعاية. ومر القانون من مجلس العموم، ولكن الملك أرسل إلى مجلس اللوردات يقول أنه سيعد أي رجل يصوت للمشروع عدواً له، فصوتوا ضده بأغلبية 95 إلى 76. وأودع نواب العموم احتجاجاً رسمياً يقرر أن هذا التدخل الملكي في التشريع عدوان صارخ على حق أعضاء البرلمان. وأقال الملك الوزارة الائتلافية (18 ديسمبر 1783) مدعياً أنها فقدت ثقة البرلمان، ودعا وليم بت، الذي كان في الرابعة والعشرين، لتأليف حكومة جديدة. وحل جورج الثالث البرلمان معتقداً أن في استطاعته الفوز في انتخاب قومي (23 مارس 1784) وأمر عملاءه ببث الرغبات والعطايا الملكية بين الناخبين ضماناً لعودة أغلبية محافظة. وجاء البرلمان الذي التأم شمله في 18 مايو مؤيداً لبت والملك تأييداً ساحقاً.
كان بت نابغة في الحكم والإدارة السياسيين وقد حقق له تفانيه البالغ في أداء الواجب، وإلمامه المفصل بدقائق الأمور، وما عود نفسه عليه من التأمل الدقيق والحكم الحذر، تفوقا سرعان ما سلم به كل زملائه الوزراء تقريباً. وأصبح لإنجلترا الآن لأول مرة «رئيس» وزراء بعد روبرت ولبول (الذي كان ابنه قد أطلق عليه هذا اللقب في 1773)(126)، لأن زملاء بت لم يكونوا يتخذون أي إجراء هام دون موافقته. والواقع أنه انشأ «حكومة مجلس الوزراء»-ومؤداها المداولة الجماعية والمسئولية الموحدة لكبار الوزراء تحت رياسة واحدة. ومع أن بت تقلد المنصب مؤيداً للسلطة الملكية، إلا أن جده واجتهاده، وسعة معلوماته رفعته شيئاً فشيئاً إلى مكان كان فيه مرشداً للملك أكثر منه تابعاً. وبعد نوبة الجنون الثانية التي أصابت الملك (1788) كان بت هو الذي حكم إنجلترا فعلاً. وقد مكنه إلمامه غير العادي بالتجارة والمال من إصلاح خزانة أبهظها خوض حربين ضروسين في جيل واحد إبهاضاً خطراً. وكان بت قد قرأ آدم سمث، ثم استمع إلى التجار ورجال الصناعة، فخفض الرسوم على الواردات، وعقد بعد المفاوضة مع فرنسا معاهدة تنص على خفض التعريفات الجمركية (1786)، وشرح صدر أقطاب الصناعة بتصريحه بأن الصناعيين ينبغي أن يكونوا عموماً معفين من الضرائب ثم عوض عن هذا بفرض الضرائب على الاستهلاك على الأوشحة والشاش والقفازات والقبعات والشموع والأرائك والملح والنبيذ والآجر والقرميد والورق والشبابيك، وقد لجأت بيوت كثيرة إلى تكسية بعض نوافذها بالخشب خفضاً للضريبة (127). فما وافى عام 1788 حتى ووزنت الميزانية، ونجت إنجلترا من الإفلاس الحكومي الذي كان مفضياً بفرنسا إلى الثورة.
وكان بت قبل الانتخاب قد قدم للبرلمان «مشروع قانون الهند الأول» الذي هزم. فقدم الآن مشروعاً ثانياً: خلاصته أن يدير مجلس إشراف يعينه الملك العلاقات السياسية لشركة الهند الشرقية، أما العلاقات والرعاية التجارية فتترك في أيدي الشركة خاضعة لحق النقض الملكي. وأقر البرلمان المشروع (9 أغسطس 1784) وظل يهيمن على الشئون البريطانية-الهندية حتى 1858.
أما فوكس وبيرك فقد رأيا في هذا الترتيب استسلاماً مخزياً لشركة اشتهرت بالفساد والإجرام. وكان لبيرك أسباب خاصة تدعوه للسخط. ذلك أن راعيه اللورد فرني، وأخاه رتشارد بيرك، وقريبه وليم بيرك، كانوا من قبل مستثمرين في شركة الهند الشرقية، ثم نزلت بهم خسائر فادحة من جراء تقلبات أسهمها (128). وحين ذهب وليم بيرك إلى الهند زكاه إدموند لدى السر فيليب فرانسيس قائلاً أنه يحبه حباً جماً. فعين وليم صرافاً للرواتب، وتبين أنه «لا يقل فساداً عن غيره»(129).
وحين عاد فرانسيس إلى إنجلترا أفضى إلى بيرك وفوكس برأيه في إدارة هيستنجز، وكان من المصادر الذي استقى منها بيرك معرفته غير العادية بالشئون الهندية. ولعل هجوم الهويجز اللبراليين على هيستنجز كان بعض ما دفعهم إليه الرغبة في تشويه سمعة وزارة بت والإطاحة بها (130).
وفي يناير 1785 استقال هيستنجز وعاد إلى إنجلترا. وراوده الأمل في أن تشفع له السنون الطويلة التي أنفقها في الإدارة، وإصلاحه مالية الشركة حتى استطاعت الوفاء بديونها، وإنقاذه للقوة البريطانية في مدراس وبومباي، في معاش يثاب به، إن لم يكن فبلقب نبالة يتشرف به. وفي ربيع 1786 طلب بيرك إلى مجلس العموم تقديم السجلات الرسمية لحكم هيستنجز في الهند. ورفض تقديم بعض هذه السجلات، وأعطاه الوزراء بعضها الآخر. وفي أبريل طرح أمام المجلس بياناً بالتهم الموجهة إلى حاكم البنغال السابق. وقرأ هيستنجز على المجلس رداً مفصلاً. وفي يونيو قدم بيرك تهماً تتصل بحرب روهلخند، وطلب توجيه الاتهام إلى هيستنجز، ولكن مجلس العموم رفض تقديمه للمحاكمة. وفي 13 يونيو روى فوكس قصة شايت سنغ، وطلب تقديم هيستنجز للمحاكمة. وفاجأ بت مجلس وزرائه بالإدلاء بصوت في صف فوكس وبيرك، وحذا حذوه كثيرون من الوزراء الأعضاء في حزبه، ولعله رسم هذه السياسة ليفصل الوزارة عن مصير هيستنجز. ووفق على اقتراح تقديمه للمحاكمة بأغلبية 119 إلى 79. وقطع سير الدراما تأجيل البرلمان وحفظ القضايا الأخرى، ولكنها استؤنفت باستحسان عظيم في 7 فبراير 1787، يوم ألقى شريدان خطاباً قال فوكس وبيرك وبت فيه أنه أفضل خطاب سمع في مجلس العموم طوال تاريخه (131)، (عرض على شريدان ألف جنيه نظير نسخة مصححة من الخطاب، ولكنه لم يجد قط وقتاً للقيام بهذه المهمة، ولا نعرف الخطاب إلا من الخلاصات المخفضة) وقد روى شريدان قصة سلب أميرتي أوده ونهبهما بكل ما أوتي من فن رجل ولد للمسرح، وبكل ما تضطرم به نفس رومانسية من غيرة وحماسة. وبع أن استغرق في خطابه أكثر من خمس ساعات، طالب بتوجيه الاتهام إلى هيستنجز.. وصوت بت ثانية في صف المحكمة، وووفق على الاقتراح بأغلبية 175 إلى 68. وفي 8 فبراير عين المجلس لجنة من عشرين-على رأسهم بيرك وفوكس وشريدان-لإعداد بنود الاتهام. وقدمت البنود، وفي 9 مايو أمر المجلس «المستر بيرك، باسم مجلس العموم.. أن يذهب إلى محكمة مجلس اللوردات ويوجه الاتهام للسيد وارين هيستنجز... بالجرائم والانحرافات الجسيمة». وقبض على هيستنجز وجيء به أمام اللوردات، ولكن أطلق سراحه بكفالة.
ثم بدأت محاكمته، بعد أن تعطلت طويلاً، في 13 فبراير 1788 في قاعة وستمنستر. وكل عشاق الأدب سيتذكرون وصف ماكولي الرائع (132)للحشد التاريخي: اللوردات جلوساً وهم في فرائهم وذهبهم بوصفهم المحكمة العليا لمملكة، وأمامهم هيستنجز شاحب اللون مريضاً، وقد بلغ عمره الثالثة والخمسين، وطوله خمسة أقدام وست بوصات، ووزنه 122 رطلاً، والقضاة تتوج هاماتهم بواريك تغطي آذاناهم، والأسرة المالكة، وأعضاء مجلس العموم، والشرفات غاصة بالسفراء والأميرات والدوقات، ومسز سيدونز بجمالها المهيب، والسر جوشوا رينولدز وسط العديد من وجوه القوم الذين صورهم، وفي جانب جلست اللجنة التي سميت الآن «المديرين» تتأهب لتقديم حجج الاتهام. ثم قرأ الكتبة بيان التهم وجواب هيستنجز، وراح بيرك في أقوى خطاب ألقاه في حياته، على مدى أربعة أيام، يصب فوق رأس المتهم سيلاً متدفقاً من الاتهامات. وأخيراً، في 15 فبراير، دوى في القاعة التاريخية صوته مجلجلاً يطالب في حماسة بالاتهام:
إني أتهم السيد وارين هيستنجز بجرائم وانحرافات جسيمة.
إني أتهمه باسم نواب بريطانيا العظمى... الذي خان ثقتهم البرلمانية..
إني أتهمه باسم شعب الهند، الذي هدم قوانينه وحقوقه وحرياته، ودمر ثرواته، وأقفر وطنه وخربه.
إني أتهمه باسم قوانين العدل الأزلية التي انتهكها، وبمقتضى هذه القوانين...
إني أتهمه باسم الطبيعة البشرية ذاتها، والتي اعتدى عليها بقسوة، وألحق بها الأذى وظلمها في الجنسين جميعاً، وفي كل عمر للناس، ومقام، ومركز، وحال من أحوال الحياة (133). ومضت المحاكمة تتخللها عشرات المقاطعات، وبيرك، وفوكس، وشريدان، وغيرهم يروون قصة ولاية هيستنجز. فلما شاع أن شريدان سيقدم الدليل في قضية بيجومي أوده، ظهر 3 يونيو، غصت الشوارع المؤدية إلى قاعة وستمنستر من الثامنة صباحاً بالناس، وفيهم كثير من علية القوم، وكلهم تواق للعثور على وسيلة الدخول للقاعة. وباع البعض ممن حصلوا من قبل على تصريحات بالدخول تصريحاتهم بخمسين جنيهاً إنجليزياً للتصريح. وفهم شريدان أن القوم يتوقعون منه درامياً، فأداه. وخطب في أربع جلسات، وفي آخر يوم (13 يونيو 1788)، بعد أن ظل يخطب خمس ساعات، وقع إعياء بين ذراعي بيرك الذي عانقه. أما جبون الذي كان في الشرفة فقد وصف شريدان بأنه «ممثل قدير» ولاحظ أن الخطيب كانت عليه أمارات العافية حين ألم به المؤرخ صباح الغد (134).
وكان ذلك الخطاب قمة المحاكمة. وكانت كل تهمة من قائمة التهم الطويلة تقتضي البحث والتحقيق؛ ولم يتعجل اللوردات مهمتهم، ولعلهم تباطأوا ليزيلوا الأثر الذي خلفته البلاغة، ويدعوا الاهتمام بالقضية ينصرف إلى أحداث أخرى، وجاءت الأحداث، فقد جن الملك جورج في أكتوبر 1788، وجن على نحو خطير تماماً، إذ فدحه ضغط المحاكمة وسوء سلوك ولده. فقد كان جورج أوغسطس فردريك، أمير وليز، فتي بديناً، طيب القلب، سمح النفس، متلافاً، عاشقاً للنساء، وكان قد احتفظ بسلسلة متصلة من الخليلات، وتجمعت عليه ديون أداها أبوه أو الأمة. وفي 1875 تزوج سراً بالسيدة ماريا آن فتز هربرت، الكاثوليكية الرومانية التقية، التي ترملت من قبل مرتين، وكانت تكبر الأمير بست سنين. واقترح الأحرار بزعامة فوكس تأليف مجلس وصاية يرأسه الأمير، الذي ظل ساهراً ليلتين في انتظار إعلان بعد أهلية الملك. ولكن جورج الثالث شوش الموقف بفترات من سلامة العقل قطعت حالة جنونه، وكان خلالها يتحدث عن جاريك وجونسن، ويغني لقطات من هندل، ويعزف على الناي. وفي مارس 1789 شفي، ونفض عنه سترته الضيقة، وأستأنف مراسم الحكم.
وجاءت الثورة الفرنسية بمنصرف آخر عن المحاكمة. فقد تخلى بيرك عن مطاردة هيستنجز وخف لنجدة ماري أنطوانيت. واتى تطرف خطبه وغلوها على البقية الباقية من شعبيته، وراح يشكو من تسلل أعضاء البرلمان إلى خارج القاعة متى بدأ الكلام. وكان أكثر الصحف يناوئه، وقد اتهمها بأن 200.000 جنيه قد استخدمت في شراء الصحفيين ليهاجموه ويدافعوا عن هيستنجز؛ وما من شك في أن شطراً كبيراً من ثروة هيستنجز قد أنفق في هذا السبيل (135)ولا بد أن بيرك لم يفاجأ حين برأ مجلس اللوردات ساحة هيستنجز (1795) في نهاية المطاف، بعد مضيّ سنوات ثمان على الاتهام. وكان شعور الناس العام أن الحكم عادل: صحيح أن المتهم كان من نواحي كثيرة مذنباً، ولكنه استنقذ الهند لإنجلترا، وعوقب بمحاكمة حطمت صحته وآماله، وخلفته ملوث السمعة مفلساً.
وعمر هيستنجز بعد موت جميع متهميه. وأنقذته شركة الهند الشرقية من الإفلاس بالموافقة على إعطائه منحة قدرها 90.000 جنيه. فاسترد ضيعة أسرته الوراثية في ديلز فورد، وأصلحها، وعاش في بذخ شرقي. وفي 1813 طلب إليه الإدلاء بشهادته عن شئون الهند أمام مجلس العموم، فقوبل فيه بالتصفيق والاجلال، ونوه بخدماته، ومحيت أوزاره مع الزمن. وبعد أربع سنوات رحل عن هذه الدنيا، ولم يبق حياً من جيله الصاخب غير فرد واحد-هو الملك الأعمى المعتوه.

### موطئ قدم في الهند

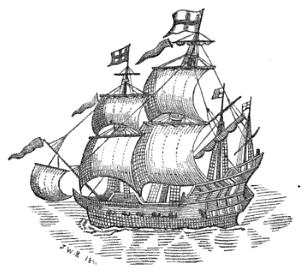
سفينة ريد دراغون استخدمت في حرب البرتغاليين ضمن معركة سولي 1612، وقد ابحرت كثيرا إلى الهند الشرقية

لطالما تورط الإنجليز مع نظرائهم الهولنديين والبرتغاليين بأعمال عدائية في المحيط الهندي، واستغلت الشركة النصر على البرتغاليين في معركة سولي عام 1612 م وقررت الاستفادة منه لتحقيق موطئ قدم على الأرض الهندية، وبوجود حضر رسمي من قبل بريطانيا والمغول، مما استدعى مهمة دبلوماسية يتولها التاج البريطاني 
حيث أشار جيمس الأول عام 1612 على السير تومس رو، بزيارة الإمبراطور المغولي نور الدين سليم جهانكير بغرض عقد اتفاق تجاريّ يعطي الحق الحصري للشركة في إقامة مصانع ومراكز تجارة في سورات، وفي المقابل يحصل الإمبراطور على البضائع والنوادر من الأسواق الأوروبية، وتكللت المهمة بنجاح عبرت عنه رسالة أرسلها جهانغير إلى جميس الأول ونقلها تومس رو.

### التوسع

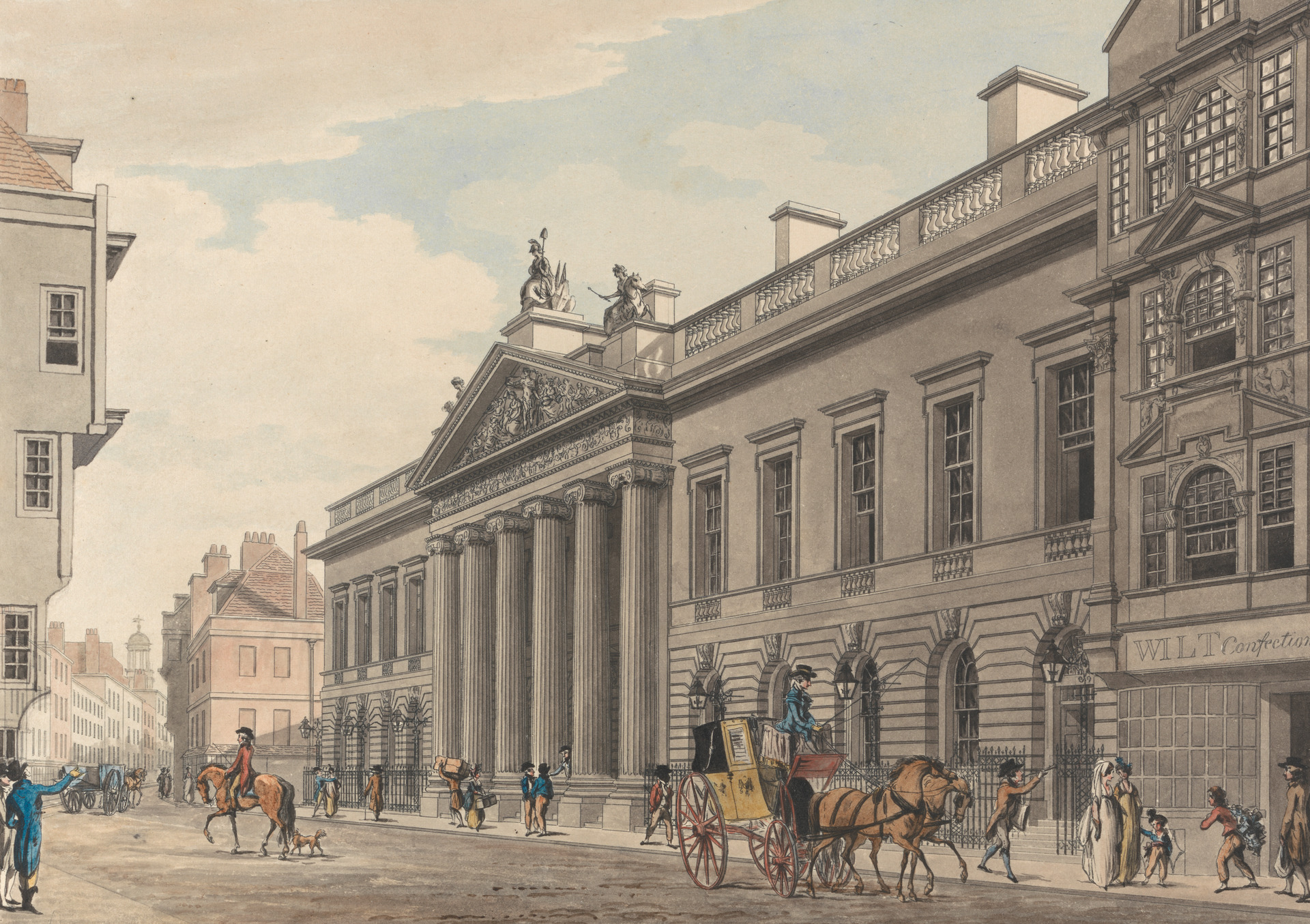
مبنى شركة الهند الشرقية

سرعان ما وسعت الشركة أنشطتها التجارية مستفيدةً من الرعاية الملكية، وعلى حساب الهند البرتغالية التي امتلكت قواعد لها في غوا وشيتاغونغ وبومباي بالهند، والتي تنازلت عنها فيما بعد لصالح إنجلترا ضمن مهر كاثرين من آل براغانسا. كما هاجمت شركة الهند الشرقية بالتحالف مع الشركة الهولندية على السفن البرتغالية والأسبانية قبالة الساحل الصيني، مؤمنة بذلك موانئها هناك. أنشأت الشركة مراكز تجارية في كل من سورت بسنة (1819) م، ومدراس بسنة (1639) م، وبومباي بسنة (1668) م، وكلكتا بسنة (1690) م. وبحلول عام 1647 م امتلكت الشركة 23 مركزاً، كلا منها يتبع لقائد، و90 موظفاً في الهند.
والمراكز الرئيسية، حصن فورت وليمز، وحصن سانت جورج في مدراس، وقلعة بومباي.
زاد الإمبراطور المغوليّ من هبته للتجّار البريطانيين سنة 1634 م لتشمل منطقة البنغال، وألغى الرسوم على بضائع الشركة بالكامل، وقد كان القطن والحرير وصبغة النيلة والشاي، من أهم بضائعها. في حين زاد الهولنديّون من احتكارهم لتجارة البهارات بمضيق ملقا بعد الإطاحة بالبرتغاليين سنة 1640-1641 م.
وبعد خلوا الساحة للشركتين الهولندية والبريطانية، زادت حدة المنافسة بينهما، مما أدى لنشوب الحروب البريطانية الهولندية التي دارت رحاها ما بين القرنين السابع عشر والثامن عشر. في تلك الفترة جدد أوليفر كرومويل ميثاق سنة 1609 م، مع تعديل طفيف يتعلق بأملاك الشركة، وقد حسنت الملكيات اللاحقة من موقع الشركة.
ولتقوية الشركة، أصدر تشارلز الثاني مرسوم ضمن سلسلة مراسيم سنة 1670 م، أعطاها الحق بالاستقلالية في زيادة نفوذها والتوسع في مناطق جديدة، وإنشاء الجيوش، والحصون، والدخول في تحالفات لشن الحروب، واتفاقات السلام، وتشريع القوانين المدنية والجنائية وفرضها ضمن مناطق نفوذها.
وفي سنة 1682 م، أُرسِلَ ويليم هيدجز إلى حاكم إقليم البنغال، شاه خان، بهدف الحصول على فرمان، يمنح انجلترا امتيازاً بممارسة التجارة عبر الإمبراطوريه المغولية، لكن تدخل جوزيف شيالد، حاكم الشركة في لندن، دفع الإمبراطور أورنكزيب، لإلغاء المفاوضات.
وفي سنة 1689 م هاجمت القوات المغولية بقيادة سيدي يعقوب بومباي، وبعد حصار دام عام كامل (سنة 1690 م) استسلمت قوات الشركة، وأرسلت مبعوثيها للإمبراطور أورنكزيب طالبين العفو منه. وقد اضطروا للسجود بين يديه، ودفع التعويضات، والتعهد بحسن السلوك في المستقبل. فسحب الإمبراطور قواته وعادت الشركة إلى سابق عهدها، واستحدثت مركزاً جديداً لها في كلكتا.

### اليابان

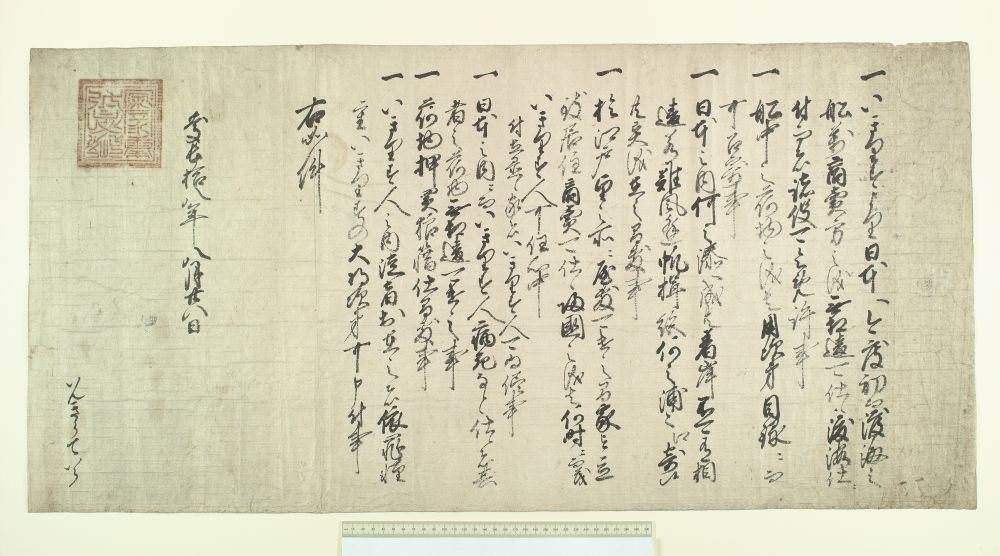
وثيقة تحمل ختم الامبراطور توكوغاوا إيه-ياسو، تمنح شركة الهند الشرقية الامتياز لممارسة التجارة في اليابان سنة 1613 م

خلال حكم توكوغاوا هيديتادا من شوغونية توكوغاوا سنة 1613 م، وصلت السفينة كلف -أول سفينة بريطانية تصل إلى الموانئ اليابانية- بقيادة جون ساريس، المسؤول السابق عن المركز التجاري في جاوة، وبمساعدة البحار وليم ادمز الذي سبق أن وصل إلى اليابان سنة 1600 م، واستطاع الحصول على إذن من الحاكم لتأسيس مركز تجارة في هيراد على جزيرة كيوشو.
وجاء في الإذن: لقد منحنى ترخيصنا الحر، لملك بريطانيا، وحاكم شركة الهند الشرقية السير توماس سميث وتجارها، لترسوا سفنهم وبضائعهم بكل آمان وبدن عوائق، ليمارسوا التجارة ويقايضوا بكل حريتهم ومع كل الأمم لطالما بقيت النوايا سليمة، وليغادروا متى ما شاءوا"
ولكن الشركة لم تتمكن من الحصول على الحرير الياباني لتصديره إلى الصين، ومع تقلص تجارتها الذي بدأ من سنة 1616 م، ولتقتصر على هيراد وناغاساكي، ثم أغلقت الشركة مركزها سنة 1623 م.

### حادثة قرصنة بسنة 1695 م
وفي 1695 م، وصل القبطان هنري ايفر (قرصان إنجليزي) على متن سفينته فانسي إلى مضيق باب المندب، فانضم إليه خمسة قراصنة آخرين، ليهجموا على الأسطول الهنديّ المغوليّ الذي كان يقوم برحلته الاعتيادية إلى مدينة المخا.
وضم الأسطول المغوليّ السفينة جان آي سوا والتي ذكرت التقارير بأنّها أكبر سفن الأسطول المغولي العاملة في المحيط الهندي، وكانت برفقتها السفينة فاتح محمد.

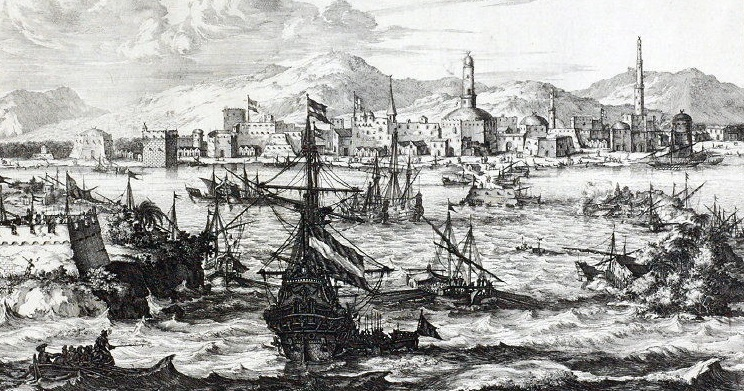
مراكز تجاريّة بريطانيّة وهولنديّة بمدينة المخا اليمنية

رصد القراصنة السفينتان وهما تمران بمضيق سورت، فبدأ القراصنة مطاردتهم، وتمكنوا من السفينة فاتح محمد بعد عدة أيام، واستولوا منها على كنوز تقدر قيمتها ب 50000 إلى 60000 جنية استرلينيّ.
واستمر هانري ايفر بمطارته لسفينة جان آي سوا، التي قاومت بشراسة، ولكنها أنزلت أعلامها معلنة الاستسلام بنهاية المطاف.
وحملت السفينة في جعبتها كنوزً هائلةً، بالإضافة إلى إحدى قريبات الإمبراطور المغوليّ (بحسب مصادر الشركة)، ومع ذلك لا يوجد دليل بأن تلك القريبة هي حفيدة الإمبراطور مع حاشيتها. وقدرت قيمة المسروقات من على متن السفينة جان آي سوا مابين 325000 إلى 600000 ألف جنية استرلينيّ، مشتملةً على 500000 ألف قطعة ذهبيّة وفضيّة، وقد اعتُبِرَت أغنى سفينة استولى عليها القراصنة عبر التاريخ.
وعبر السير جون قاير في رسالة أرسلها إلى المجلس الخاص قال «لا شك بأنهم القراصنة الذين فعلوا فعلتهم البربريّة بالناس الذين كانوا على متى السفينة جان آي سوا، وسفينة عبد الغفار، لكي يتعرّفوا على مكان الأموال». وعندما وصل الخبر إلى إنجلترا، سبب ذلك حالة هلع، وعلى الفور عُرِضَت جائزة بمقدار 1000 جنية استرليني لمن يأتي بايفري، وقد اعتبرت أول حملة عالمية لإصطياد مطلوبين في التاريخ.
ونتيجة للحادثة القرصنة أمر الإمبراطور المغتاظ قواته بقيادة سيدي يعقوب ونواب داوود خان بمهاجمة الشركة وإغلاق أربعة مراكز لها، وسجن مسؤوليها.

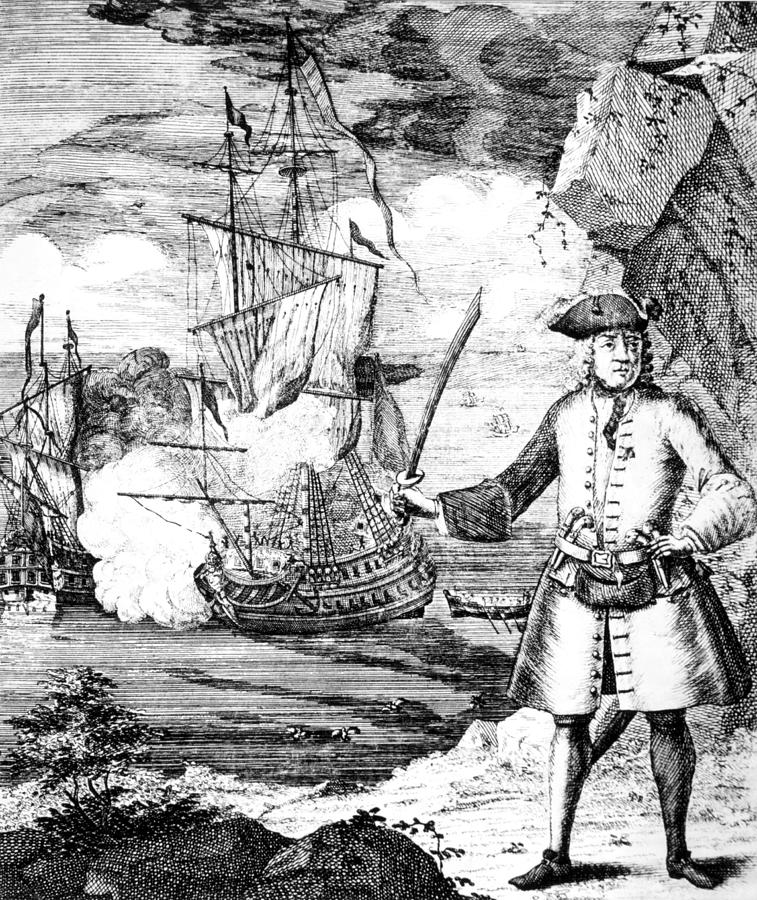
رسم من القرن الثامن عشر يظهر فيه الكابتن هنري ايفر مع سفينته فانسي في اشتباكٍ مع طريدتها
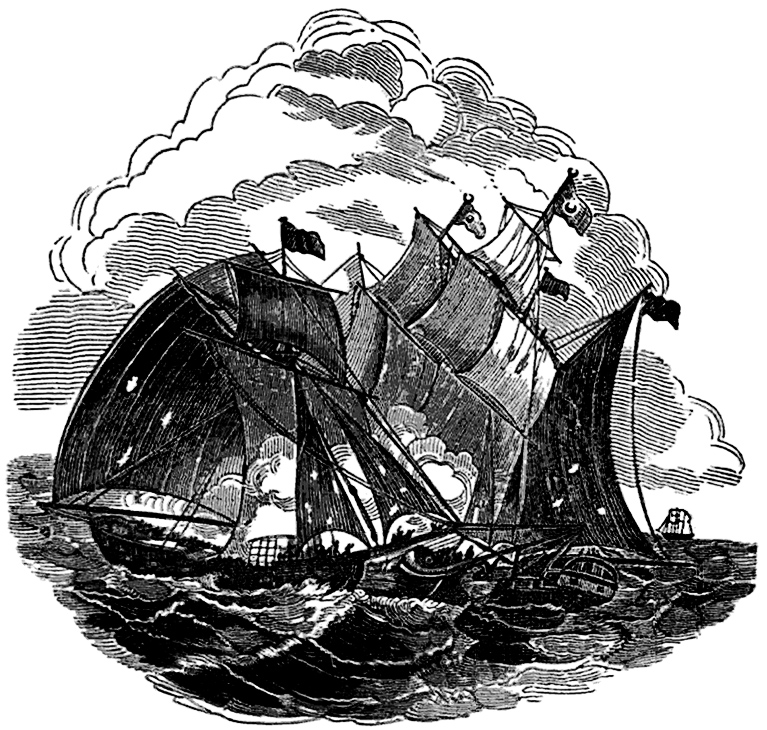
القراصنة الإنجليز يلتحمون مع السفينة جان آي سوا

### الطريق إلى احتكار كامل

#### احتكار التجارة
إن الثراء الذي حظي به مدراء الشركة مكنهم من العودة لبريطانيا وتملك العقارات الشاسعة، والمصالح المتنوعة، وكذلك من تشكيل قوة سياسية، تمثلت بتشكيل لوبي للشركة داخل البرلمان الإنجليزي. حيث أراد بعض التجار الطموحين وبعض المتعاونين مع الشركة لتأسيس كيان مستقل للتجارة مع الهند، ونجحوا بذلك حيث مُرّر مرسوم متسامح لهذه الغاية سنة 1694 م.
فقد سمح هذا المرسوم لأي مؤسسة إنجليزية بممارسة التجارة مع الهند إلا في حالة إستثنائها بقرار من البرلمان، وبهذا تم إنهاء المرسوم الملكيّ الذي بقي مفروضاً لمدة 100 عام، وقد تم اقرار المرسوم الجديد سنة 1698 م. حيث أنّ الشركة «الموازية» الجديدة دُعِمَت بضمانة حكومية تقدر ب 2 مليون، واستحوذ النافذين من قُدَامَا حملة الأسهم على الشركة الجديدة وذلك بضخ 315000 جنية استرليني، وبذلك سيطروا عليها.
وتنافست الشركاتان لبعض الوقت في كل من بريطانيا والهند، ولكن سرعان ما اتضح أنّ الشركة الأصلية -عملياً- لم تواجه أيّ منافسة تذكر، وبالتالي اندمجت الشركتان سنة 1708 م في تكتل ثلاثي ضم الشركتين مع الحكومة، وأقرض التحالف الجديد الحكومة مبلغاً مقداره 3,2 مليون جنية استرليني مقابل حقوق حصرية لمدة ثلاث سنوات.

### أساس الاحتكار

#### الاحتكار الاستعماري

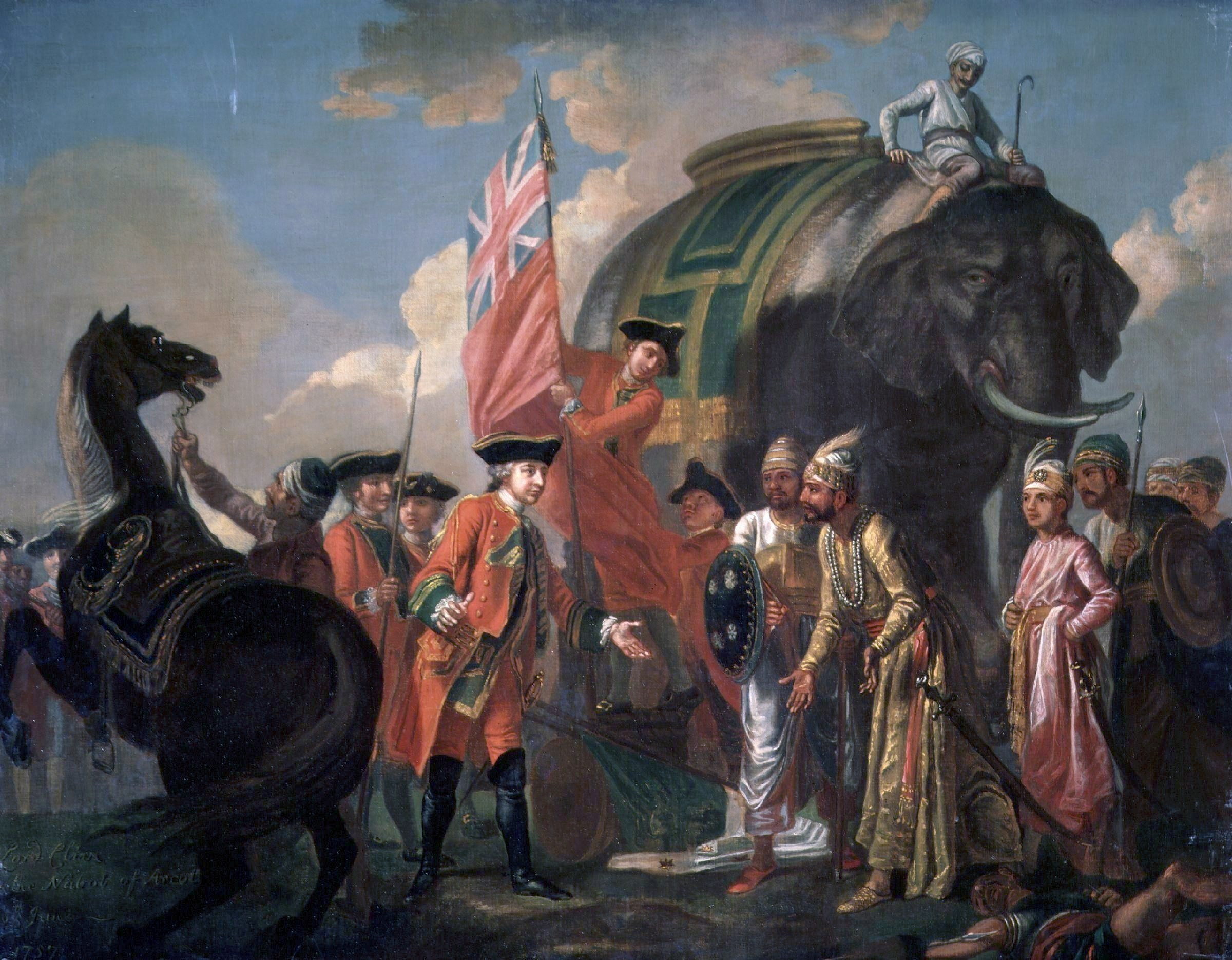
روبرت كلايڤ، أول بارون كلايڤ، أصبح أول حاكم بريطاني للبنغال.

أدّت حرب السبع سنوات التي وقعت سنة 1756-1763 م، لهزيمة الفرنسيين، وقوّضت الأطماع الإستعمارية الفرنسية، وشلّت اثر الثورة الصناعية الفرنسية في المستعمرات التابعه لها.
وانتصر حاكم الشركة روبرت كلايف، على القائد الفرنسي جوزيف فرانسوا دوبلكس (قائد القوات الفرنسية في الهند) واسترد حصن سانت جورج.
وفي هذه الأثناء إستغلت الشركة المهلة التي منحها هذا الانتصار للإستيلاء على مانيلا من الأسبان سنة 1762 م.
واستعادت فرنسا بعض المناطق، ضمن معاهدة باريس (1763)، والتي استولى عليها الإنجليز، وهي برندشير، وماها، وكراكال، وينام، وشاندرنجار، ولكن في المقابل مُنِعوا من إقامة التحصينات وكذلك مُنِعوا من إبقاء القوات العسكرية في منطقة البنغال.

### سبل تنظيم شئون الشركة

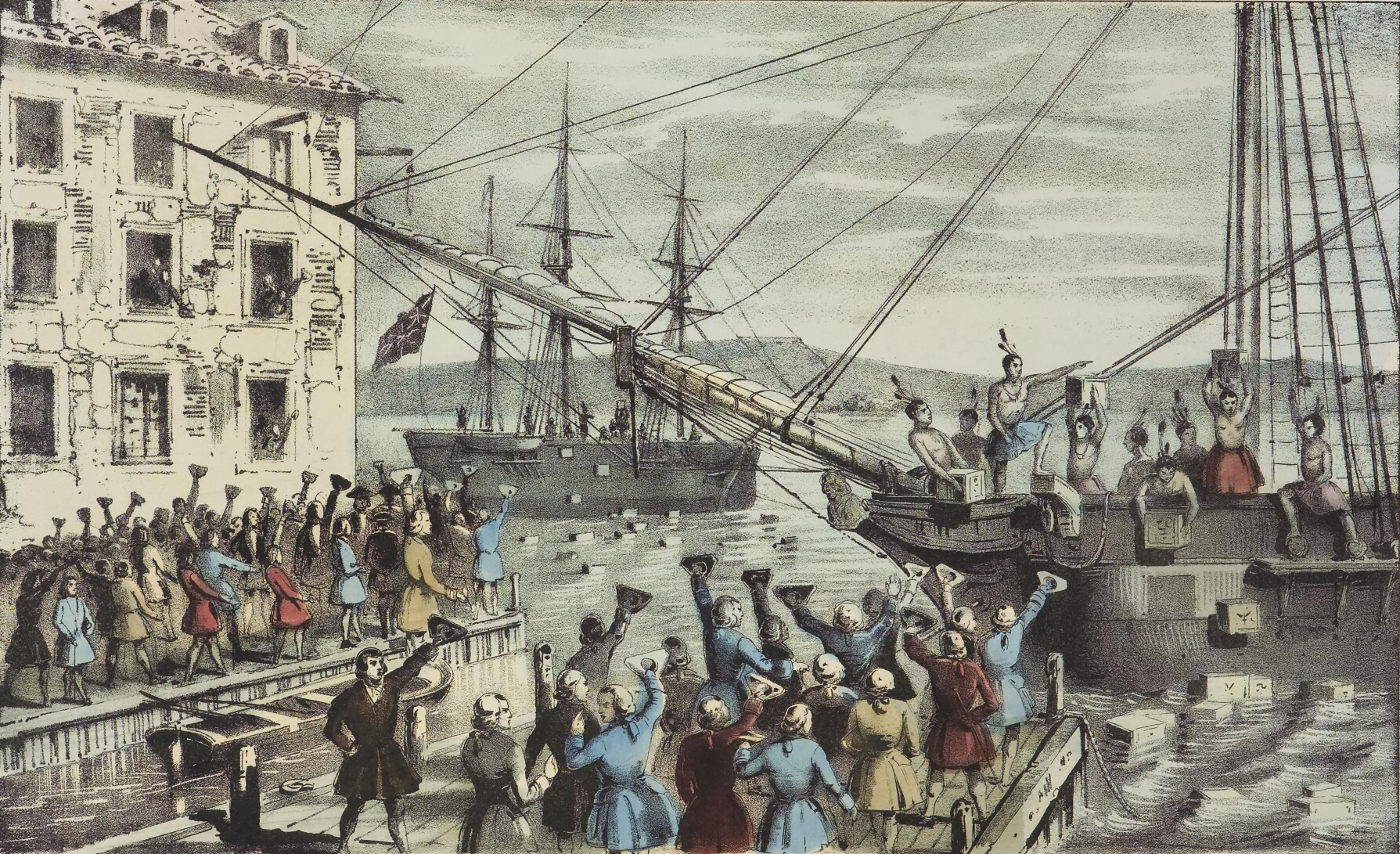
النشاط الاحتكاري للشركة كان السبب في حفلة الشاي ببوسطن.

#### تجارة الأفيون
ا

## الأعلام

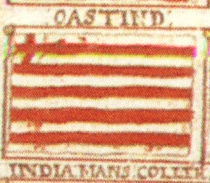
Downman (1685)
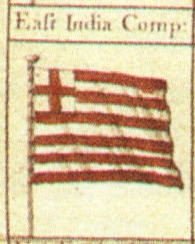
Lens (1700)
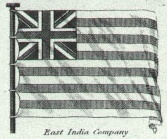
Rees (1820)
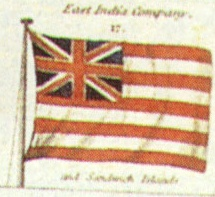
Laurie (1842)
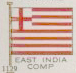
National Geographic (1917)
Prior to the Acts of Union which created the مملكة بريطانيا العظمى, the flag contained the صليب القديس جرجس in the canton representing the مملكة إنجلترا.
The flag had a علم الاتحاد in the canton after the creation of the Kingdom of Great Britain in 1707.
After 1801 the علم (راية) contains the علم الاتحاد of the المملكة المتحدة لبريطانيا العظمى وأيرلندا in the canton.(1810)